# Mummichog
Cá Mummichog (Danh pháp khoa học: Fundulus heteroclitus) là một loài cá trong nhóm cá Killi phân bố ở vùng Đại Tây Dương trong đó tập trung tại vùng bờ biển của Mỹ cho tới Canada. Đây là một loài cá đặc biệt, ở chỗ hầu hết các loài cá đều tránh xa vùng nước thiếu oxy, bẩn thỉu, nhưng riêng với chúng thì không giống thông thường vì chúng có khả năng khác thường. Loài này có thể sống ở rất nhiều vùng nước khác nhau, nóng hay lạnh, mặn hay ngọt, sạch sẽ hay ô nhiễm. Trong điều kiện thiếu dưỡng khí, chúng vẫn có thể thở trên mặt nước hoặc biến đổi máu của mình để tăng cường khả năng trao đổi khí.